# 기원전 70년

## 연호
- 전한(前漢) 본시(本始) 4년

## 기년
- 전한(前漢) 선제(宣帝) 4년

## 탄생
- 10월 15일 - 고대 로마의 시인 베르길리우스